# Sharat Sardana
Sharat Sardana (20 de agosto de 1968 – 27 de janeiro de 2009) foi um escritor, dublador e produtor de televisão britânico. Seus trabalhos mais conhecidos são em Goodness Gracious Me e The Kumars at No. 42, que ganhou dois Emmys Internacionais.